# نورد حلقه‌ای
نورد حلقه‌ای یکی از مهم‌ترین فرآیندهای شکل‌دهی برای ساخت هندسه‌های مدور و یکپارچه است. با توجه به دستگاه مورد استفاده در این فرایند و ابعاد حلقه تولیدشده، دقت فرایند می‌تواند متفاوت باشد، اما به‌صورت کلی دقت فرایند می‌تواند بسیار خوب باشد و در نتیجه نیازی به انجام فرآیندهای دیگر از بین برود. یکی دیگر از ویژگی‌های این فرایند دانه‌بندی یکپارچه و یکنواخت محیطی در نتیجه برخورد دائم تمامی حلقه با غلتک‌های فشاری است. با توجه به این‌که در این فرایند ماده اولیه پس از شکل‌دهی بسیار به شکل نهایی نزدیک خواهد بود، در نتیجه در مقایسه با روش‌های دیگر همچون ماشین‌کاری و آهنگری که نیاز به عملیات ثانویه (دوره بری، سنگ‌زنی و…) دارند، صرفه‌جویی قابل‌توجهی در میزان مصرف ماده اولیه، صورت خواهد گرفت. از دیگر ویژگی‌های این فرایند تولید حلقه‌هایی با اندازه‌های متفاوت و همچنین ایجاد حلقه‌های دارای پروفیل خاص (L شکل، U شکل و…) است. از کاربردهای نورد حلقه‌ای می‌توان به تولید چرخ قطار، بلبرینگ‌ها، قطعات مورد استفاده در پوسته موتور جت، حلقه ابتدایی چرخ‌دنده، فلانج‌های در اتصالات لوله‌ای و… می‌توان اشاره کرد.
مهم‌ترین اجزای نورد حلقه عبارت‌اند از: غلتک اصلی، غلتک قطر داخلی (هرزگرد)، غلتک‌های راهنما و غلتک‌های محوری. دو مورد آخر بسته به دقت فرایند می‌توانند اختیاری باشند. در فرایند نورد حلقه‌ای با چرخش غلتک اصلی و ایجاد اصطکاک با حلقه، دوران حلقه آغاز خواهد شد. سپس با حرکت خطی غلتک هرزگرد، حلقه فشرده می‌شود. در نتیجه ضخامت حلقه کم شده و قطر آن افزایش خواهد یافت. از غلتک‌های راهنما برای کنترل گردی حلقه و عدم خروج از حالت دایره‌ای خود استفاده می‌شود. غلتک‌های محوری ارتفاع حلقه را کنترل می‌کنند که البته در محصولاتی که در آن‌ها نیاز به‌دقت بالا نباشد می‌توان از نصب آن‌ها چشم‌پوشی کرد.

## انواع ماشین‌های نورد حلقه

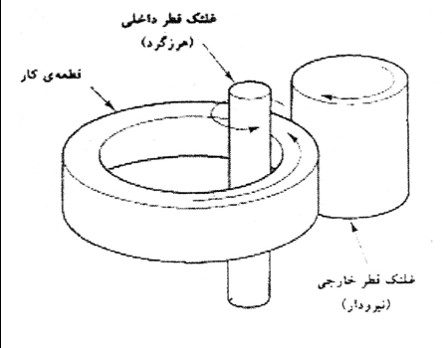
مکانیزم نورد حلقه

ماشین‌های نورد حلقه بسته به موقعیت محورهایشان به دو گروه عمودی و افقی تقسیم‌بندی می‌گردد که ماشین‌ها عمودی معمولاً برای قطعات کوچک‌تر و با سرعت عملکرد بیشتر و نوع افقی برای قطعات با قطر و اندازه بالا بکار می‌روند تا ضمن اینکه ارتفاع ماشین محدودیتی در ابعاد کار گیر آن ایجاد ننماید، وزن زیاد قطعه کار باعث اعوجاج در زمان جابجا نمودن یا در حین فرایند برای قطعه کار نشود.
همچنین ماشین‌های نورد حلقه‌ای بسته به اینکه قابلیت نورد در دو طرف لبه‌های قطعه کار را داشته یا نداشته باشد به انواع تک مسیره و دومسیره دسته‌بندی می‌گردد.
ماشین‌های تک مسیره که در سیر تکوین ماشین‌های نورد حلقه‌ای نوع ابتدایی‌تری محسوب می‌شوند قطعات را در جهت شعاعی نورد نموده و بر قسمت‌های ابتدایی و انتهایی دو سر قطعه کار کنترلی ندارند که این نقص با نصب غلتک‌های مخروطی در ابتدا و انتهای حلقه در حال نورد در ماشین‌های دومسیره رفع گردیده است.
در ماشین‌های نورد حلقه‌ای عمودی که اجزای ساختاری آن با نورد حلقه‌ای افقی تفاوتی ندارد، تنها آرایش اجزا به شکل عمودی تبدیل می‌شود.
در این ماشین‌ها معمولاً برخلاف نورد حلقه‌ای افقی، غلتک هرزگرد ثابت بوده و غلتک اصلی به بالا و پایین حرکت می‌کند. غلتک‌های راهنما نیز توسط پیستون‌های هیدرولیکی به عقب و جلو هدایت می‌شوند. از مزایای این ماشین‌ها می‌توان دسترسی راحت‌تر به محصول و هم‌چنین تولید مناسبت و سریع حلقه‌های کوچک، در مقایسه با نورد حلقه‌ای افقی، اشاره کرد.

## مزایای تولید حلقه به روش نورد حلقه‌ای
فرایند نورد حلقه‌ای دارای مزایای بسیاری هست به شکلی که امروزه نمی‌توان به دلیل وجود این مزایا روشی جایگزین برای آن تصور نمود، این مزیت‌ها عبارت‌اند از:
1. تنها راه تولید قطعات حلقه‌ای، بوشی، واشر مانند نورد شده و بدون درز.
2. کمترین دورریز مواد و عدم نیاز به براده برداری در تولید قطعات مذکور.
3. امکان تولید حلقه‌هایی با قطر نامی بزرگ‌تر از گرده اولیه و حلقه‌هایی که به دلیل بزرگی امکان تولید قطعه اولیه آن به دلایل فنی یا اقتصادی وجود نداشته یا مقرون‌به‌صرفه نیست.
4. تولید قطعات حلقه‌ای فرم دار و دارای شیار بدون نیاز به روش‌های براده برداری.
5. تنها روش ساخت قطعات با ساختار دانه محیطی (Circumferential Grain).
6. هزینه فوق‌العاده پایین تولید به دلیل دورریز کم مواد، سرعت بالای فرایند، قطر کم شفت اولیه جهت تولید و برش و مواد مصرفی با هزینه پایین و ضایعات کم و همچنین دقت ابعادی مطلوب و نزدیک به شکل نهایی در این فرایند تولید.
7. امکان انتخاب هرکدام از روش‌های نوردی گرم یا داغ بسته به نیاز به مشخصات حلقه‌های تولیدی.

## عیوب نورد حلقه‌ای
تنظیم نادرست پارامترهای مهم فرایند نورد حلقه‌ای مانند پیشروی غلتک هرزگرد (مندرل)، سرعت و گشتاور غلتک اصلی، نیروهای وارده به حلقه از طرف غلتک‌های راهنما و … می‌تواند باعث بروز عیوب در حلقه نهایی شود. از مهم‌ترین عیوب ایجاد شده در حلقه، می‌توان به عیب دم ماهی، عیب چند ضلعی شدن و ایجاد حفره و ترک در ساختار حلقه، اشاره کرد.
ایجاد تغییر شکل پلاستیک ناخواسته در انتهای سطح بالایی حلقه، عیبی است که به نام دم ماهی شناخته شده‌است. ضریب دم ماهی، پارامتر مهمی در تعیین کیفیت حلقه تولید شده‌است به طوری که با کاهش مقدار این ضریب، کیفیت حلقه، افزایش پیدا می‌کند و دانه بندی محیطی حلقه بهبود یافته و همگن تر شده و در وضعیت بهتری قرار خواهد گرفت.

### عیب دم ماهی
طبق تحقیقات صورت گرفته در مجلات معتبر بین‌المللی میزان این ضریب به سرعت دورانی غلتک اصلی وابسته است، به طوری که با افزایش سرعت دورانی تا یک مقدار اکسترمم، مقدار ضریب کاهش یافته و پس از آن افزایش پیدا خواهد کرد.

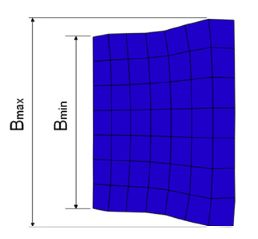
عیب دم ماهی

این پدیده را می‌توان به این شکل توجیه کرد که با افزایش سرعت دورانی، مقدار حجم ماده وارد شده در فضای بین غلتک اصلی و غلتک هرزگرد (مندرل)، به دلیل کاهش پیشروی غلتک هرزگرد به ازای هر دور، کاهش پیدا کرده و در نتیجه تغییر شکل آهسته‌تر و یکنواخت تر انجام می‌پذیرد. هنگامی که سرعت دورانی از مقدار مشخصی افزایش پیدا کند با افزایش دمای حلقه، ماده نرم‌تر شده و تغییر شکل پلاستیک از حالت یکنواخت خارج می‌شود با خروج تغییر شکل از حالت یکنواخت، این عیب تشدید پیدا کرده و مقدار ضریب دم ماهی افزایش پیدا می‌کند. از مهم‌ترین راهکارها برای کاهش یا حذف این عیب، نصب غلتک‌های محوری یا مخروطی در سطوح بالایی و پایینی حلقه در فرایند نورد حلقه‌ای می‌باشد. با کنترل مناسب سرعت خطی بالا و پایین غلتک‌های محوری، به طوری که متناسب با نرخ افزایش قطر و ارتفاع حلقه باشد، این عیب تا حد زیادی برطرف خواهد شد.

### عیب چند ضلعی شدن
عیب چند ضلعی شدن که دلیل اصلی آن لرزش و تلو تلو خوردن رینگ، حین فرایند نورد حلقه‌ای است، در صورت وجود غلطکهای راهنما کاهش پیدا می‌کند. در حقیقت با اعمال نیروی مناسب توسط غلتک‌های راهنما می‌توان از تلو تلو خوردن حلقه جلوگیری کرد، هر چند که در صورت عدم اعمال نیروی کافی توسط غلطکهای راهنما یا افزایش پیشروی غلتک هرزگرد (مندرل)، این عیب تشدید پیدا می‌کند. در حقیقت نیروی غلطکهای راهنما باید در محدوده مشخصی قرار گیرد، چرا که با افزایش بیش از حد نیروی غلطک‌ها، پروسه از حالت نرمال خارج شده و باعث اعوجاج حلقه تولید شده می‌شود. در صورت اعوجاج حلقه، تلرانسهای هندسی مانند تلرانس گردی حلقه، از رده خارج خواهد شد و استفاده از حلقه ممکن نخواهد بود. در صورتی که پیشروی افزایش یافته و نیروی غلتک کمکی ثابت بماند، این عیب مجدداً تشدید خواهد شد؛ لذا برای کاهش این عیب باید از یک استراتژی مشخص برای سرعت پیشروی مندرل استفاده کرد. این استراتژی ی تواند یک برنامه کاهنده، نسبت به سرعت گسترش، حلقه باشد.

عیب چند ضلعی شدن

از دیگر علل این پدیده، نسبت کاهش زیاد در یک پاس، است. با ایجاد این عیب در مراحل اولیه، الگوی تکرار عیب چند ضلعی شدن به صورت تناوبی تکرار شده و گسترش پیدا می‌کند. در حقیقت با افزایش نسبت کاهش ناپایداری موضعی در نیروی اصطکاکی کشنده و نیروی نورد فشاری به وجود خواهد آمد و این عیب بروز خواهد کرد. در تصویر عیب چند ضلعی شدن فولاد SAE 52100 را مشاهده می‌کنید. همان‌طور که مشاهده می‌شود، عیب چند ضلعی شدن با تعدیل نیروهای غلتک راهنما بهبود یافته‌است. (حلقه سمت چپ، بدترین حالت و حلقه سمت راست بهترین حالت را دارد. هر چند که همه این حلقه‌ها از استاندارد تلرانسی خارج هستند، اما روند بهبود شرایط را می‌توان به وضوح مشاهده کرد)

### عیب ایجاد حفرات و خلل و فرج
ایجاد و گسترش ترکها و حفره‌ها در حلقه‌های تولید شده از دیگر عیوب ممکن در این فرایند می‌باشد. علت اصلی این عیب را می‌توان در نرخ گسترش قطر خارجی حلقه، که ارتباط نزدیکی با سرعت پیشروی غلتک هرزگرد (مندرل) دارد، جستجو کرد. در حقیقت با کنترل نرخ گسترش حلقه و در نتیجه ایجاد استراتژیهای مناسب پیشروی و قرار گرفتن در محدوده‌ای خاص می‌توان از ایجاد حفره‌ها جلوگیری کرد. در صورتی که میزان پیشروی از مقدار معینی کمتر باشد، حفرهای تشکیل شده بسیار بزرگ خواهند شد. سرعت پیشروی پایین باعث ایجاد تنش سه محوره کششی در مرکز رینگ خواهد شد و در نتیجه حفره‌های کوچک که در همسایگی یکدیگر قرار داشته به هم پیوسته شده و حفره‌های ماکرو را تشکیل خواهد داد. با گسترش حفرات ماکرو در قسمت داخلی ماده، استحکام حلقه و دیگر خواص مکانیکی آن ضعیف شده و در محدوده استانداردهای ساخت قرار نخواهد گرفت.

عیب ایجاد حفرات در نورد حلقه‌ای

با کاهش سرعت پیشروی و در نتیجه میزان فروبری کمتر غلتک هرزگرد (مندرل) در قسمت داخلی حلقه در حال نورد، تنها لایه‌های سطحی حلقه دچار تغییر شکل پلاستیک شده و لایه‌های داخلی وارد تغییر شکل پلاستیک نمی‌شوند. دلیل این پدیده عدم وجود نیروهای فشاری قوی برا تغییر شکل پلاستیک لایه‌های داخلی تر است. در نتیجه تنش کششی پسماند در حلقه ایجاد می‌شود. این اثر در نورد معمولی با نام «پاس پوستی» نیز شناخته شده‌است. با کاهش سرعت پیشروی و در نتیجه افزایش سیکل تناوبی نیروی اعمالی از طرف غلتک هرزگرد (مندرل) و ایجاد تنشهای کششی، در مرکز مقطع حلقه، حفره‌هایی ایجاد می‌شود که منجر به خرابی ساختار حلقه تولید شده خواهند شد. در صورتی که با افزایش سرعت پیشروی در محدوده مجاز تعداد پاس نورد و تعداد تغییر شکلهای شدید کاهش پیدا کرده و در نتیجه سطح بهتری تولید خواهد شد. لازم است ذکر شود که سرعت پیشروی از یک مقدار مشخصی نیز نمی‌تواند کمتر باشد، چرا که شرایط گیرش در نورد به وجود نخواهد آمد و فرایند از حالت تعادلی خود خارج خواهد شد.

## دماهای کاری در فرایند نورد حلقه‌ای
همانند دیگر روش‌های فرم دهی درروش نورد حلقه‌ای نیز بسته به خواص و نوع ماده همچنین پارامترهای مورد انتظار از محصولات تولیدی می‌توان دماهای متفاوتی را جهت فرایند انتخاب نمود.
به دلیل شکل و ساختار ماشین‌های نورد حلقه که عموماً توان اعمال نیروهای بسیار بالا را ندارند فرآیندهای داغ درنورد حلقه‌ای رایج‌تر می‌باشند.
در فرآیندهای نورد حلقه داغ (Hot Ring Rolling) که در دماهای بالاتر از تبلور مجدد صورت می‌گیرند افزایش دما تا مقدار مذکور استحکام قطعات را جهت نورد تا یک‌سوم کاهش می‌دهد که نتیجه آن کاهش نیروهای نوردی تا یک‌سوم حالت سرد خواهد بود همچنین از مزیت‌های فرایند نورد داغ، حذف مداوم کار سرد اعمالی روی قطعه و به‌تبع آن عدم نیاز به نیروی نوردی اضافی در حین فرایند هست.
در فرآیندهای نورد حلقه گرم (Warm Ring Rolling) که در آن دمای قطعه کار را بین دمای تبلور مجدد تا نصف دمای تبلور قرار خواهد داشت مقداری کار سرد در قطعه کار باقی خواهد ماند که در این وضعیت ضمن بهبود خواص مکانیکی به‌واسطه اعمال کار سرد دستیابی به ساختار دانه محیطی به دلیل حفظ ساختار دانه‌ها و عدم تبلور مجدد فراهم خواهد گردید.

## محصولات و کاربردها

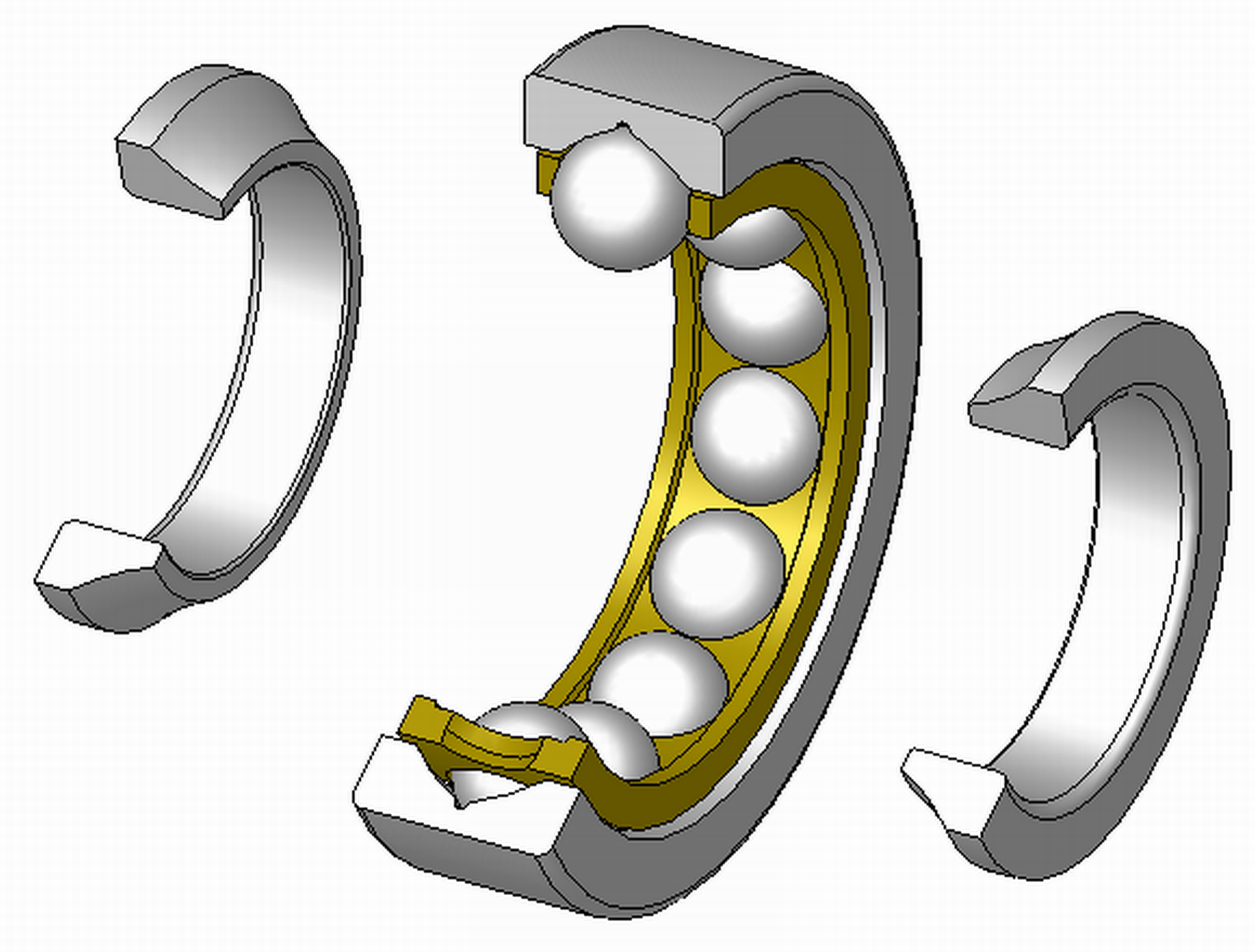
یاتاقان تولید شده به روش نورد حلقه

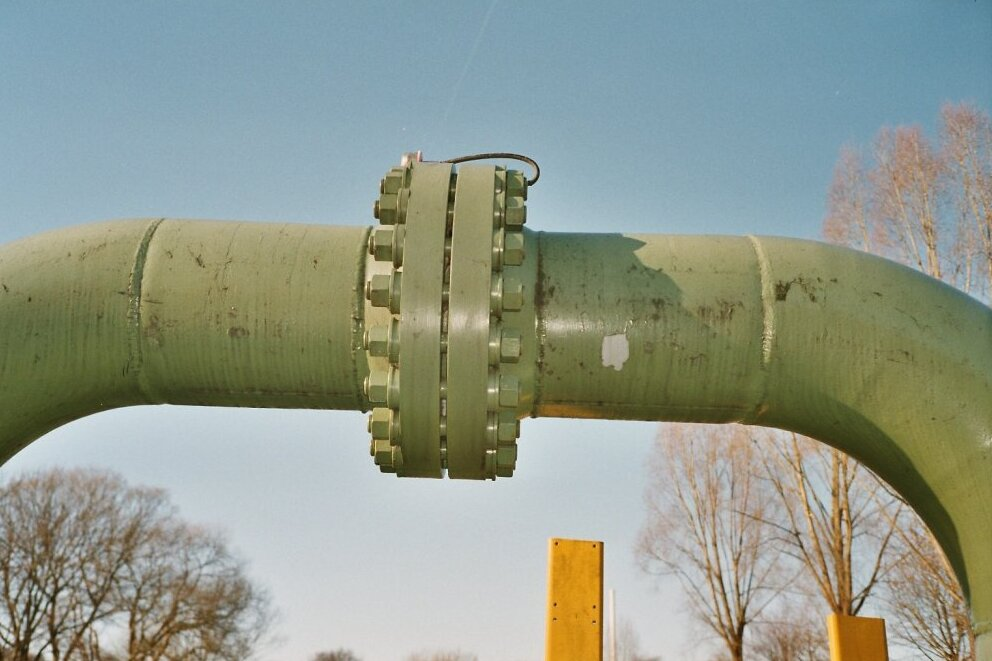
فلنج‌های ساخته شده به روش نورد حلقه

علاوه بر تولید حلقه‌هایی با مقطع ساده چهارگوش به کمک فرایند نورد حلقه‌ای می‌توان حلقه‌هایی با مقاطع مختلف تولید کرد. در حقیقت با ایجاد پروفیل خاصی بر روی غلتک اصلی، مندرل یا غلتک‌های محوری می‌توان به ترتیب بر روی قسمت خارجی، داخلی و بالا و پایینی حلقه پروفیل خاص را ایجاد نمود.
علاوه بر آن به کمک فناوری‌ای جدید در زمینه کنترل حرکت خطی مندرل امکان ایجاد حلقه‌هایی با خروج از مرکز کنترل‌شده، وجود دارد. به کمک این دستگاه‌ها می‌توان گونه‌ای از بلبرینگ‌های دارای خروج از مرکز را تولید کرد. هم‌چنین به کمک دانش کنترلی پیشرفته، تحقیقات بر روی حرکت مندرل به‌منظور ایجاد اشکالی غیرمدور توسط دستگاه نورد حلقه‌ای، انجام‌گرفته‌است. در این تحقیقات امکان ساخت حلقه‌های به شکل پنج‌ضلعی منتظم و چهارگوش مورد بررسی قرارگرفته‌است. از کاربردهای نورد حلقه‌ای می‌توان به تولید چرخ قطار، بلبرینگ‌ها، قطعات مورد استفاده در پوسته موتور جت، رینگ ابتدایی چرخ‌دنده، فلانج‌های مورد استفاده در اتصالات لوله‌ای و… اشاره کرد. ابعاد حلقه‌ها می‌تواند متفاوت باشد؛ اما به‌طورمعمول قطر خارجی بین ۱۷۰ الی ۴۰۰۰ میلی‌متر است. کم‌ترین ضخامت اشاره‌شده در تحقیقات ۱۴ میلی‌متر ذکرشده‌است؛ و ارتفاع رینگ مقادیر متفاوتی می‌تواند داشته باشد و حدوداً بین ۲۰ الی ۴۰۰ میلی‌متر است. نمونه تصاویری از محصولات تولید شده به روش نورد حلقه را در زیر مشاهده می‌کنید.